# Pratapa mishruia
Pratapa mishruia är en fjärilsart som beskrevs av Evans. Pratapa mishruia ingår i släktet Pratapa och familjen juvelvingar. Inga underarter finns listade i Catalogue of Life.